# Giuseppe Garibaldi

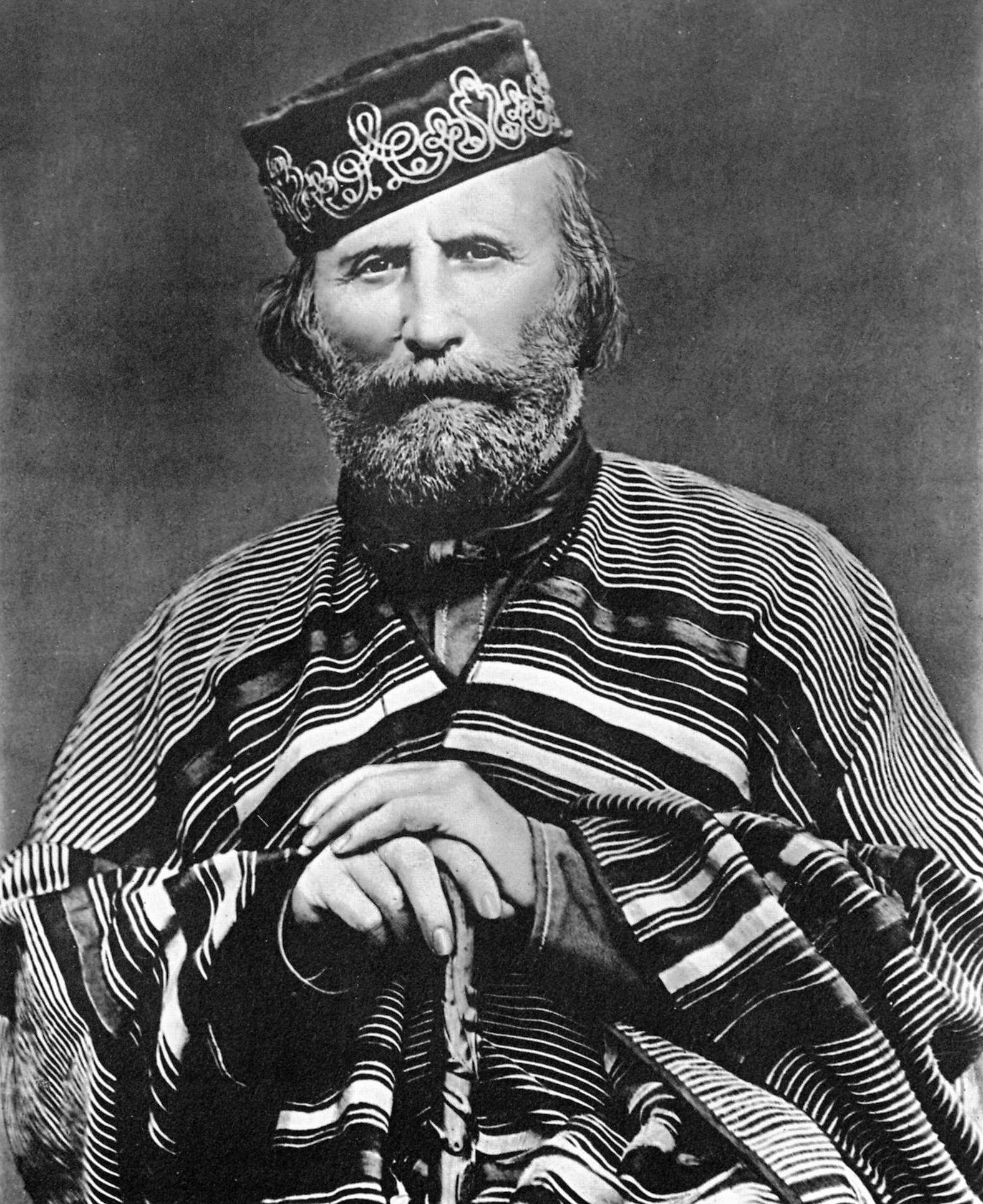
Giuseppe Garibaldi, um 1866

Giuseppe Garibaldi (* 4. Juli 1807 in Nizza; † 2. Juni 1882 auf Caprera) war ein italienischer Freiheitskämpfer und einer der populärsten Protagonisten des Risorgimento, der italienischen Einigungsbewegung zwischen 1820 und 1870.

## Leben

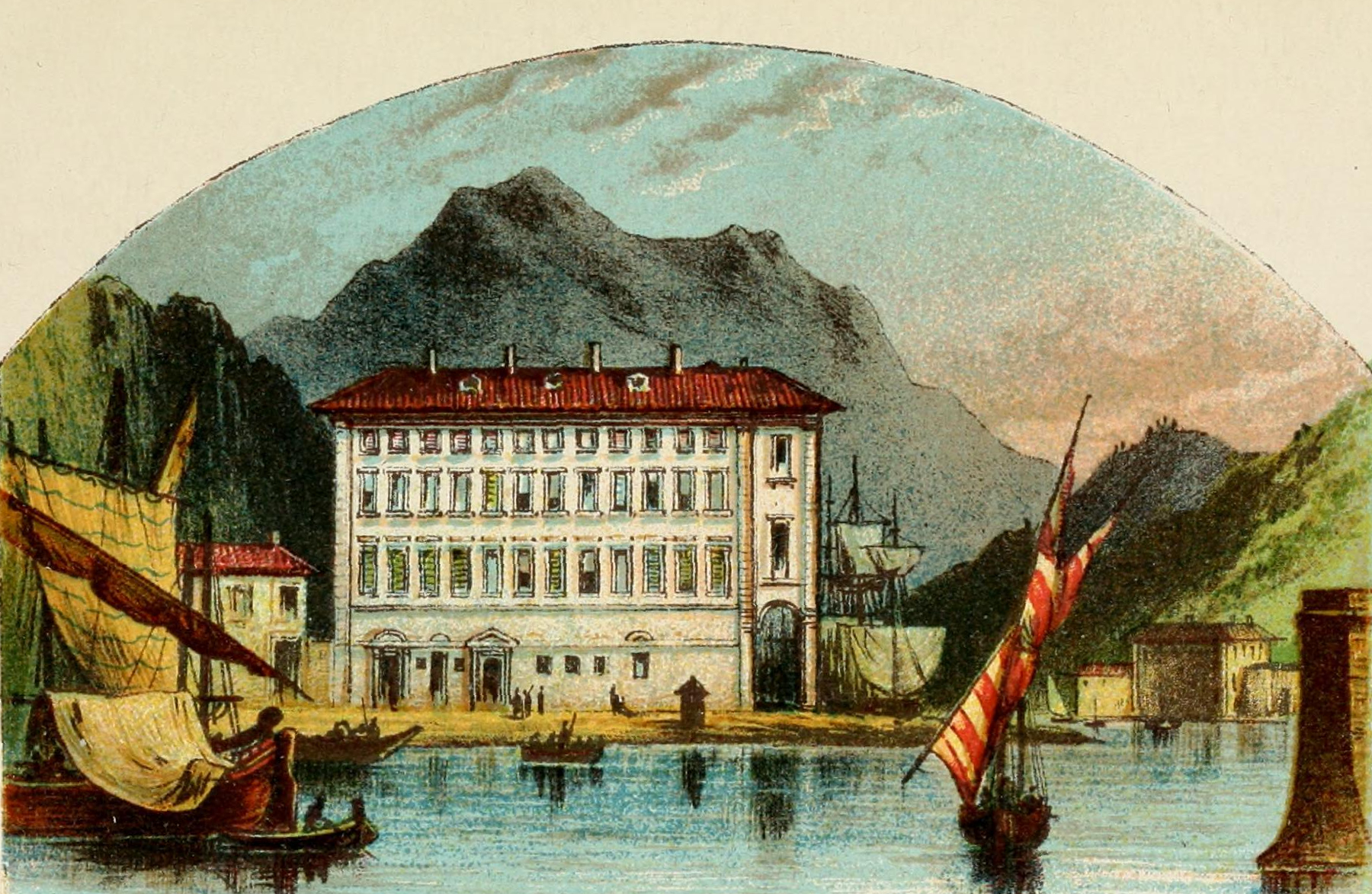
Garibaldis Geburtshaus in Nizza, 1814 abgerissen

### Frühe Jahre
Giuseppe Garibaldi wurde als zweiter Sohn des Seemanns Domenico Garibaldi (1766–1841) und seiner Frau Rosa (geborene Raimondo) (1776–1852) in Nizza geboren; der Vater stammte aus Chiavari, die Mutter aus Loano. Nizza gehörte eigentlich zu Sardinien-Piemont, war aber seit 1793 von Frankreich besetzt; man sprach Französisch, und so wurde das Kind auf den Namen Joseph-Marie Garibaldi getauft. 1822 heuerte er als Seemann auf dem Frachter seines Vaters, der Tartane Santa Reparata, an, zuletzt diente er als Erster Offizier. Als Sechzehnjähriger heuerte er auf einer russischen Brigg unter einem italienischen Kapitän an. Im April 1833 reiste Garibaldi nach Taganrog am Asowschen Meer, wo er Giovanni Battista Cuneo (1809–1875) aus Oneglia, einen emigrierten Vertreter des Jungen Italien, kennenlernte und sich mit den Ideen von Giuseppe Mazzini, einem Vordenker des italienischen Nationalismus, auseinandersetzte. Gegen Ende desselben Jahres trat er in Genf dem Geheimbund der Carbonari bei.
Beeinflusst von Mazzini und durch frühe Vorstellungen eines geeinten Europas unter republikanisch-demokratischen Bedingungen, nahm er 1834 an einem Aufstand im Piemont teil. Als dieser gescheitert war, wurde Garibaldi in Genua zum Tode verurteilt und floh nach Marseille.

### Aufenthalt in Südamerika

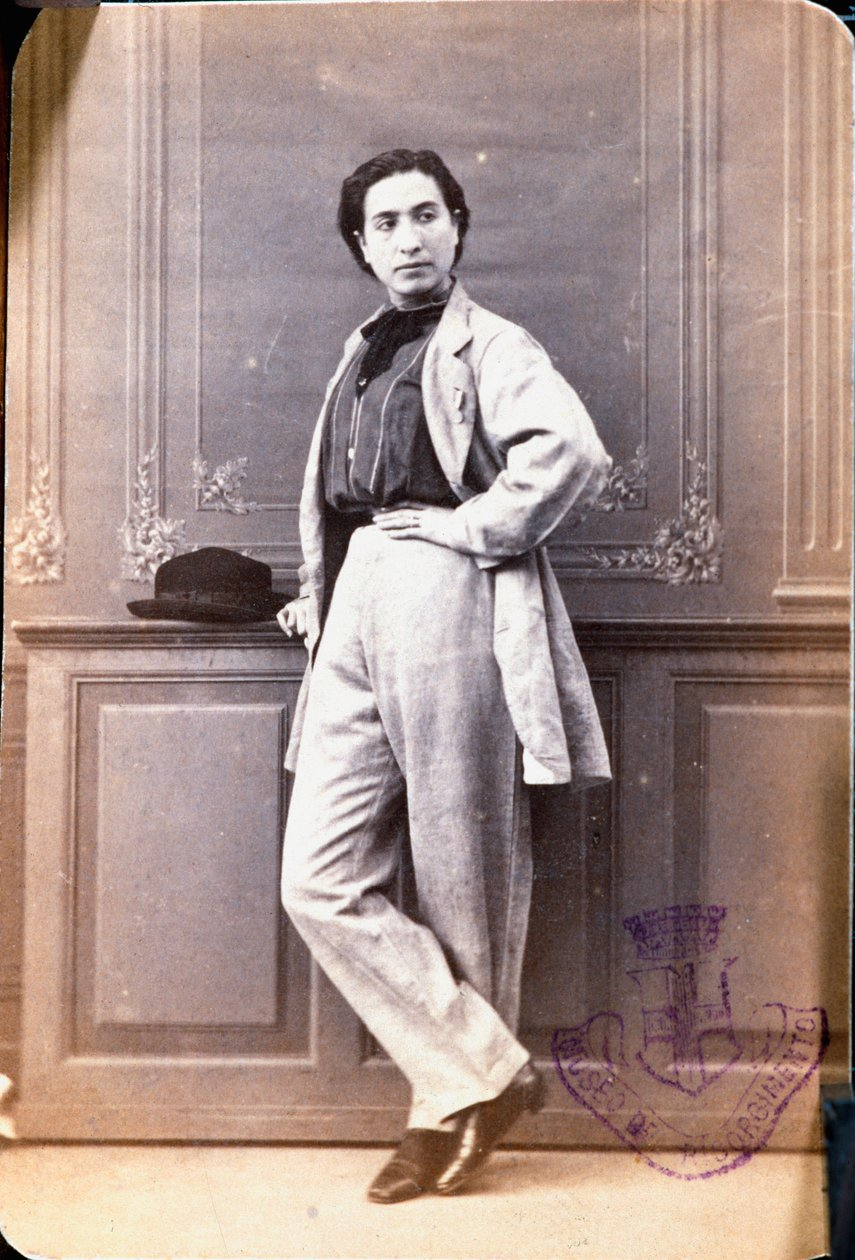
Ana Maria de Jesus Ribeiro da Silva, bekannt als Anita Garibaldi, ca. 1848

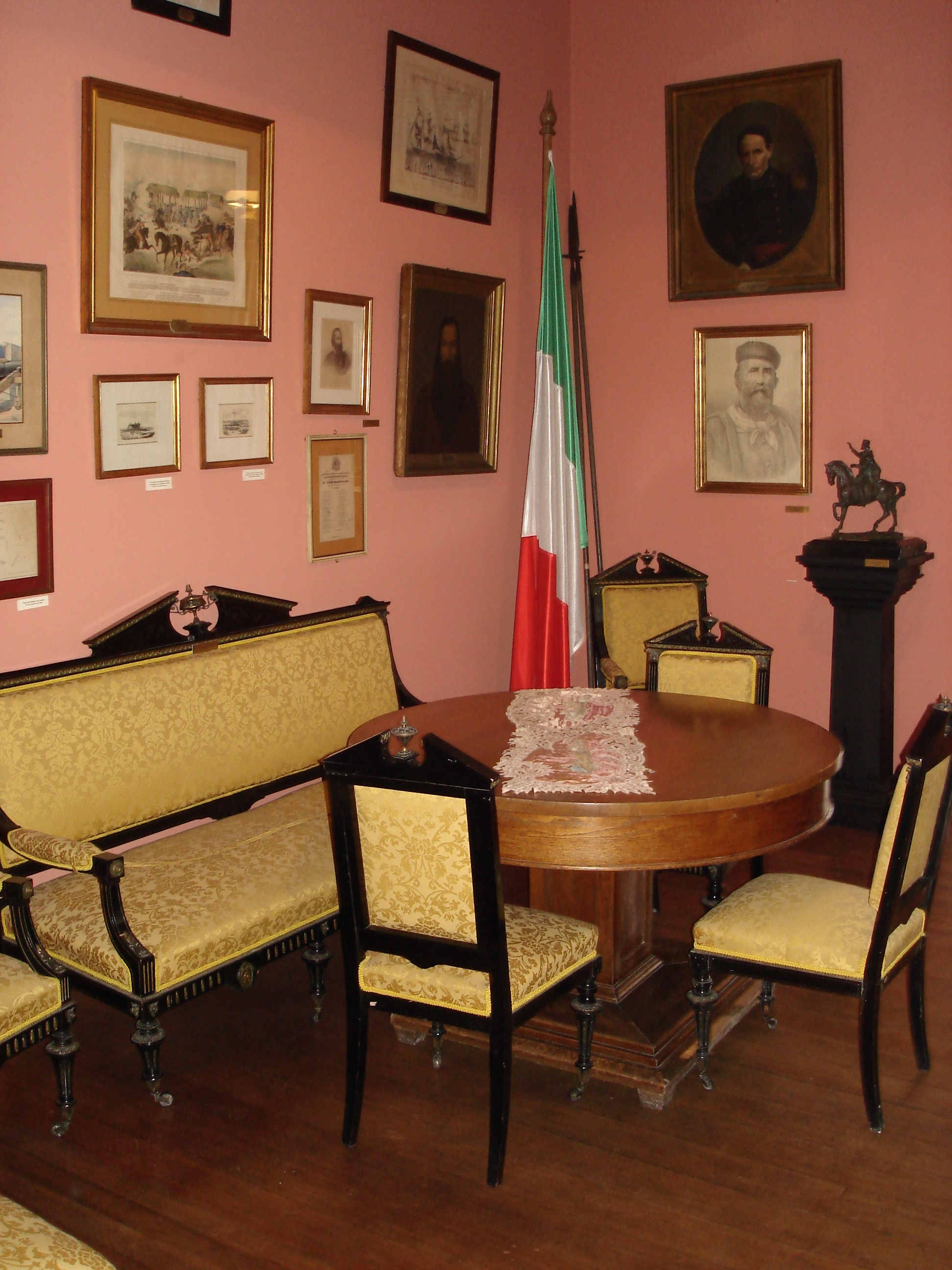
Garibaldi-Museum in der Casa Garibaldi in Montevideo

Im Jahr 1836 gelang Garibaldi die Flucht nach Südamerika. Dort beteiligte er sich an der Farrapen-Revolution in Brasilien. Im Oktober 1839 lernte er dabei Ana Maria „Anita“ de Ribeiro (30. August 1821 bis 4. August 1849) kennen und lieben. Einen Monat später beteiligte sich das Paar gemeinsam an den Gefechten bei Imbituba und Laguna. 1841 zogen sie sich nach Montevideo zurück und heirateten dort am 26. März 1842. Garibaldi überbrückte die Zeit als Händler und Schulmeister. Er erhielt von Uruguay 1842 ein Flottenkommando und stellte im Krieg gegen den argentinischen Diktator Juan Manuel de Rosas eine kleine italienische Legion auf. 1847 beteiligte er sich mit seinen Freiwilligen an der Verteidigung Montevideos gegen Argentinien und den ehemaligen uruguayischen Präsidenten Manuel Oribe.
Anita und Giuseppe hatten vier Kinder, Menotti (1840–1903), Rosita (1843–1845), Teresita (1845–1903) und Ricciotti (1846–1924). Anita starb 1849, auf der Flucht vor verfeindeten Truppen, an Malaria.

### Die Revolutionen von 1848
Im Jahr 1848 kehrte Garibaldi nach Europa zurück, um an den italienischen Revolutionen von 1848/49 teilzunehmen. In der kurzlebigen, am 9. Februar 1849 ausgerufenen Römischen Republik war er Anführer der Revolutionsarmee. Seine Feldzüge machten ihn zum beliebten Nationalhelden. Er konnte mit seinen Truppen die im April des Jahres zugunsten des geflohenen Papstes Pius IX. intervenierende französische Armee zunächst aufhalten. Dann musste er vor der Übermacht der Franzosen, die Rom monatelang belagerten, weichen. Nach der Kapitulation der Römischen Republik am 3. Juli 1849 musste er fliehen und wurde von den französischen und österreichischen Truppen verfolgt. Mit einer kleinen Truppe Getreuer schlug er sich bis San Marino durch und gelangte trotz scharfer Verfolgung nach Piemont.
Garibaldi floh erneut ins Ausland, diesmal nach New York, USA. 1854 kehrte er wieder nach Italien zurück.

### Weiteres Privatleben
Bereits nach dem Tod seiner ersten Frau Anita 1849 hatte die Schriftstellerin Marie Espérance von Schwartz mit dem verwitweten Garibaldi in Korrespondenz gestanden, aber erst im Herbst 1857 trat sie zu ihm, der sein Domizil auf der Insel Caprera aufgeschlagen hatte, in persönliche Beziehungen. Sie lebte daraufhin mit ihm zusammen, sorgte für seine Kinder, unterstützte seine Sache auch finanziell und pflegte ihn während seiner Gefangenschaft und nach seiner Verwundung. Sie galt allgemein als seine Geliebte; Garibaldi soll mehrfach um ihre Hand angehalten haben. Er gab ihr aus Dank für ihre aufopfernde Freundschaft das Manuskript seiner Memoiren, die sie schnell ins Deutsche übersetzte und 1861 noch vor ihrem Konkurrenten Alexandre Dumas herausbringen konnte.
Die Adelige Giuseppina Raimondi (1841–1918) wurde Garibaldis zweite Frau. Die beiden heirateten am 16. Januar 1860 in Fino Mornasco, dem Herkunftsort der Raimondi; jedoch war die weit jüngere Marchesa bereits aus einer anderen Beziehung schwanger. Der getäuschte Garibaldi konnte diese Ehe erst nach langen gerichtlichen Auseinandersetzungen annullieren lassen.
Eine dritte Ehe ging Garibaldi mit seinem Kindermädchen Francesca Armosino (1848–1923) ein; sie war armenischer Herkunft und nach Italien ausgewandert. Mit der fast 40 Jahre jüngeren Francesca, mit der er seit 1866 eine Beziehung führte, hatte er noch drei weitere Kinder. Das Paar blieb bis zu seinem Tod auf Caprera zusammen.

### Im Zweiten Unabhängigkeitskrieg
Nachdem Savoyen an der Seite Frankreichs in den Krieg gegen Österreich eingetreten war, sah Garibaldi die Zeit gekommen, selbst mit seinen italienischen Freiwilligen militärisch einzugreifen. Im März 1859 marschierte er mit seinen 3000 Alpenjägern (Cacciatori delle Alpi) an der nördlichen Grenze der Lombardei auf. Am 26. Mai konnte er eine österreichische Brigade bei Varese zurückwerfen. Seine unerfahrenen Freiwilligen wurden aber am 15. Juni bei Treponti durch eine österreichische Brigade unter Feldmarschallleutnant Karl von Urban überraschend angegriffen und zerstreut. Auf italienischer Seite fielen 120 Männer, weitere 70 wurden gefangen genommen. Nach dem französischen Sieg bei Solferino wurde der Anschluss der Lombardei an das Königreich Sardinien dennoch erreicht.

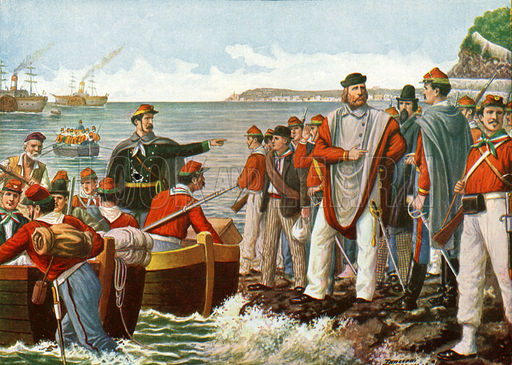
Garibaldi landet bei Marsala

Jetzt versuchte Garibaldi, sein Einigungswerk auch in Süditalien voranzutreiben. Am 5. Mai 1860 segelte er mit tausend so genannten Rothemden von Genua aus nach Süden, um Sizilien und Neapel zu erobern („Zug der Tausend“). Am 11. Mai landete er bei Marsala, am Westzipfel Siziliens. In der Schlacht von Calatafimi schlugen seine Rothemden am 15. Mai 1860 die Truppen des dreifach überlegenen neapolitanischen Generals Landi. Ein darauf ausbrechender Volksaufstand kam ihm bei der Besetzung von Palermo entgegen. Er führte einen schnellen Vormarsch auf Messina und brachte nach seinem Sieg am 20. Juli bei Milazzo ganz Sizilien unter seine Kontrolle. Garibaldi ernannte sich im Namen von Viktor Emanuel II., dem König von Sardinien-Piemont, zum Diktator Siziliens. Der neapolitanische General Carlo Filangieri wollte noch 40.000 Soldaten in einem sizilianischen Brückenkopf bei Messina gegen die Eindringlinge zusammenziehen, doch der schwache König Franz II. konnte sich angesichts der Unzuverlässigkeit seiner Truppen nicht zu energischen Operationen durchringen.
Am 8. August setzte Garibaldi aufs Festland über und besetzte Neapel kampflos am 7. September; es waren bereits 23.000 Mann zu ihm übergelaufen. Am 19. September stand seine Vorhut unter seinem Stabschef Wilhelm Rüstow vor Capua. Nach seinem am 1. Oktober 1860 errungenen Sieg in der großen Schlacht am Volturno, an welchem sein Eingreifen in vorderster Linie erheblichen Anteil hatte, war das Ende des Königreichs Neapel besiegelt. Am 26. Oktober 1860 fand in Teano bei Neapel das legendäre Treffen zwischen Viktor Emanuel II. (dem König von Sardinien-Piemont) und Garibaldi statt, bei dem dieser den piemontesischen Monarchen als „König von Italien“ begrüßte und anerkannte.

### Operationen gegen den Kirchenstaat
Sein geplanter weiterer Vormarsch auf Rom hätte jetzt aber Frankreich unter Kaiser Napoléon III., dem Beschützer des Katholizismus, auf den Plan gerufen und somit das Bündnis zwischen Sardinien-Piemont und Frankreich aufs Spiel gesetzt. Der Premierminister von Sardinien-Piemont, Camillo Benso Conte di Cavour, beschloss deshalb, selbst mit sardinisch-piemontesischen Truppen in Unteritalien einzugreifen. Nach dem Einmarsch der Armee des Generals Enrico Cialdini im Kirchenstaat kam es zur schnellen Einigung: Garibaldi übergab angesichts der Zustimmung der Bevölkerungsmehrheit für einen Anschluss an das Königreich Sardinien-Piemont seine Gewinne in Sizilien und Neapel dem König Viktor Emanuel II.

Rom wurde von den Nationalisten als natürliche Hauptstadt Italiens angesehen und blieb daher weiterhin das Ziel Garibaldis. Bei seinem ersten Feldzug wurde er am 29. August 1862 in dem Gefecht am Aspromonte durch Truppen unter Emilio Pallavicini geschlagen, dabei schwer am rechten Knöchel verwundet und zog sich nach kurzem Aufenthalt im Gefängnis von Varignano bei La Spezia auf sein Domizil auf der Insel Caprera zurück. Garibaldis Beliebtheit, seine charismatische Wirkung auf die Massen und seine Feldzüge blieben aber von hoher Bedeutung für die weitere Einigung Italiens. 

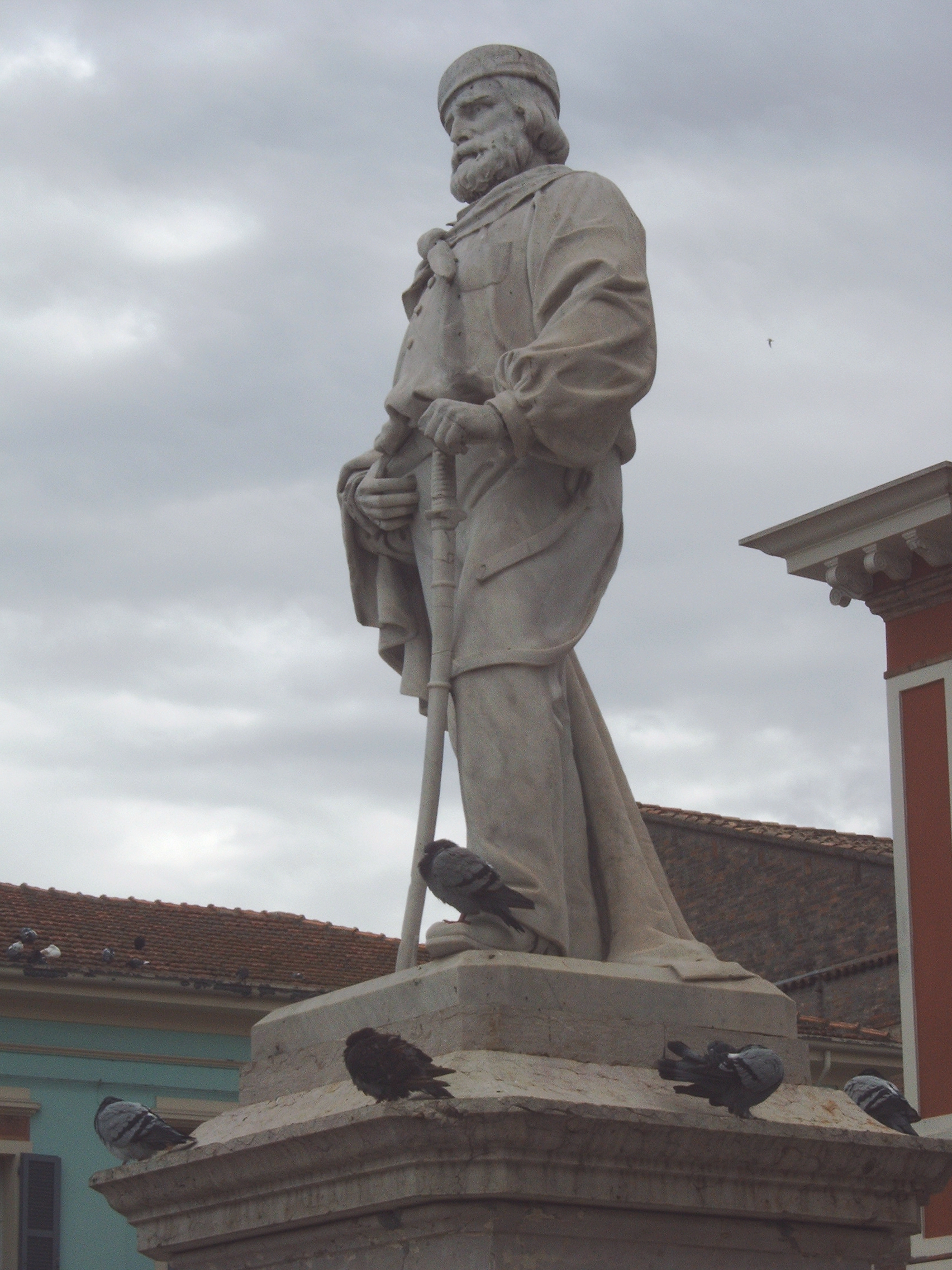
Garibaldi-Denkmal in Cesenatico

### Ende der Unabhängigkeitskriege

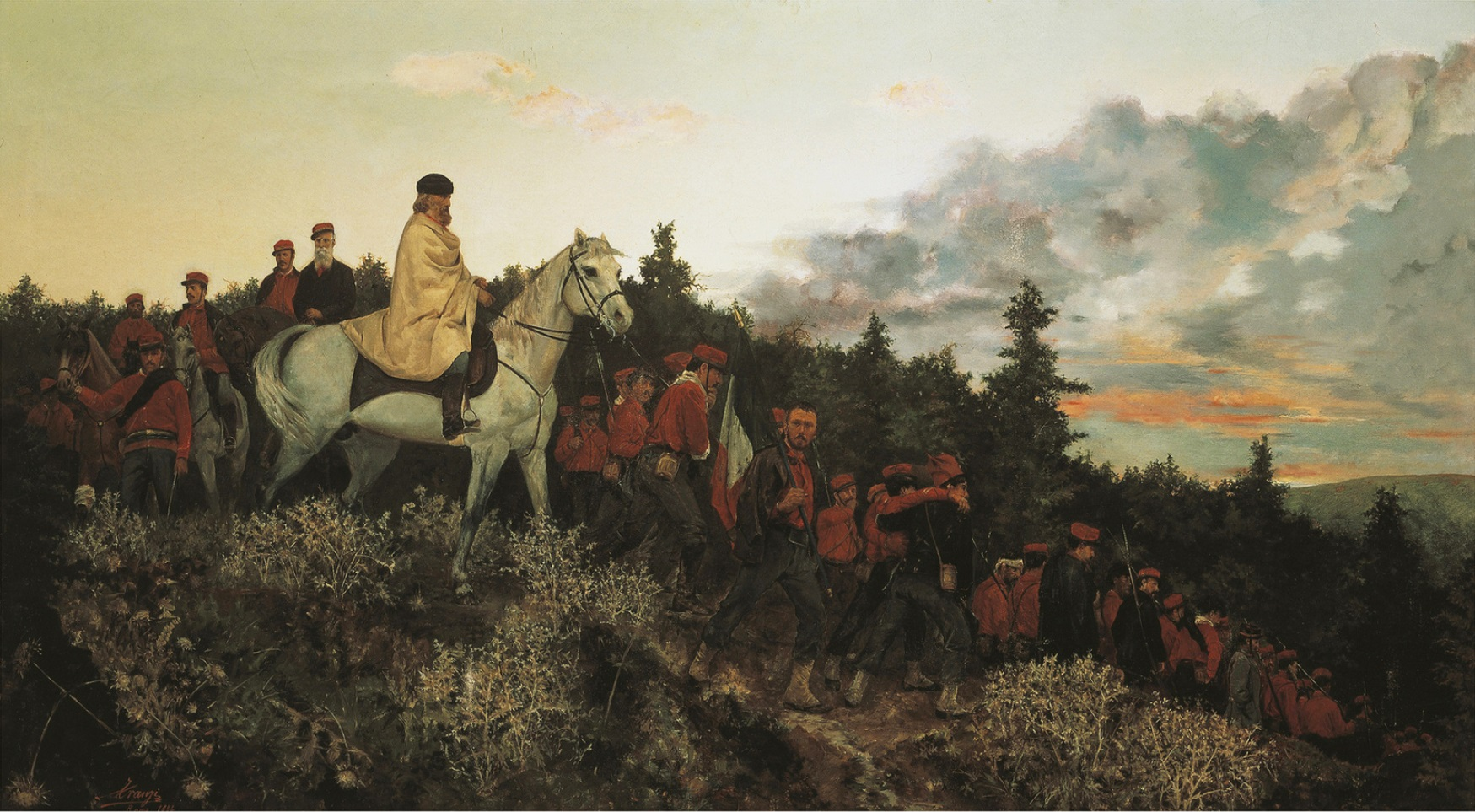
Garibaldi bei Mentana 1867

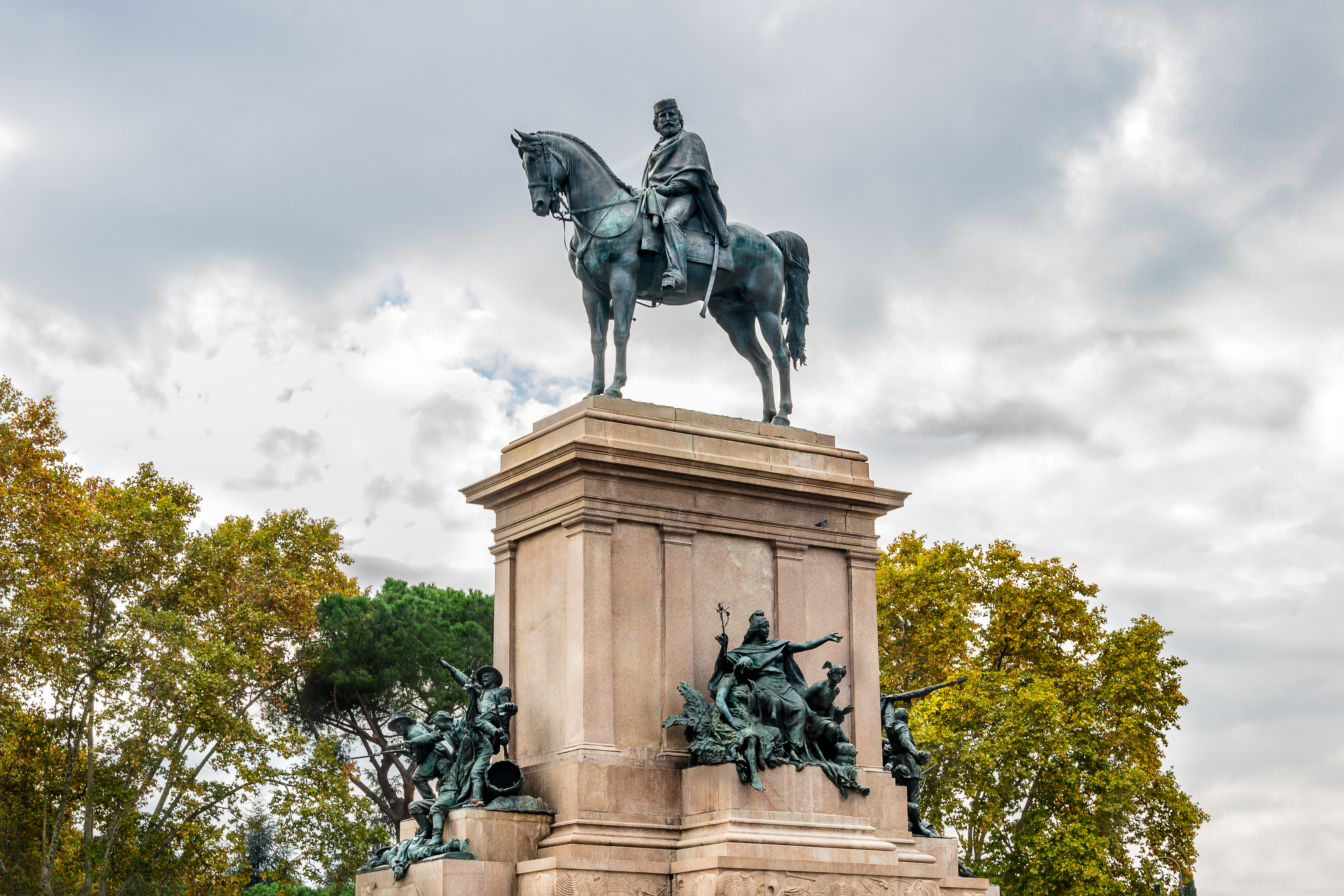
Garibaldi-Denkmal in Rom

Im Dritten Unabhängigkeitskrieg gegen Österreich versuchte Garibaldi erneut, Erfolge zu erreichen. Nordwestlich des Gardasees konnte er am 21. Juli 1866 die österreichischen Truppen des Generals Franz Kuhn von Kuhnenfeld bei Bezzecca besiegen.
Erst im Oktober 1867 versuchte Garibaldi nach seinem vorübergehenden Rückzug, wieder aktiv in die Politik einzugreifen; mit einigen Freischaren versuchte er neuerlich, Rom einzunehmen. Seine Einheiten wurden jedoch am 3. November 1867 bei Mentana durch Truppen des Papstes unter General Hermann Kanzler und deren französische Hilfstruppen zurückgeschlagen. Erst am 20. September 1870 gelang schließlich einem starken Heer unter General Raffaele Cadorna die Einnahme der Stadt. Nachdem die Freiheit des Pontifikats gewährleistet worden war, konnte Rom am 1. Juli 1871 die neue Hauptstadt des jetzt geeinigten Italiens werden.

### Exil und Tod

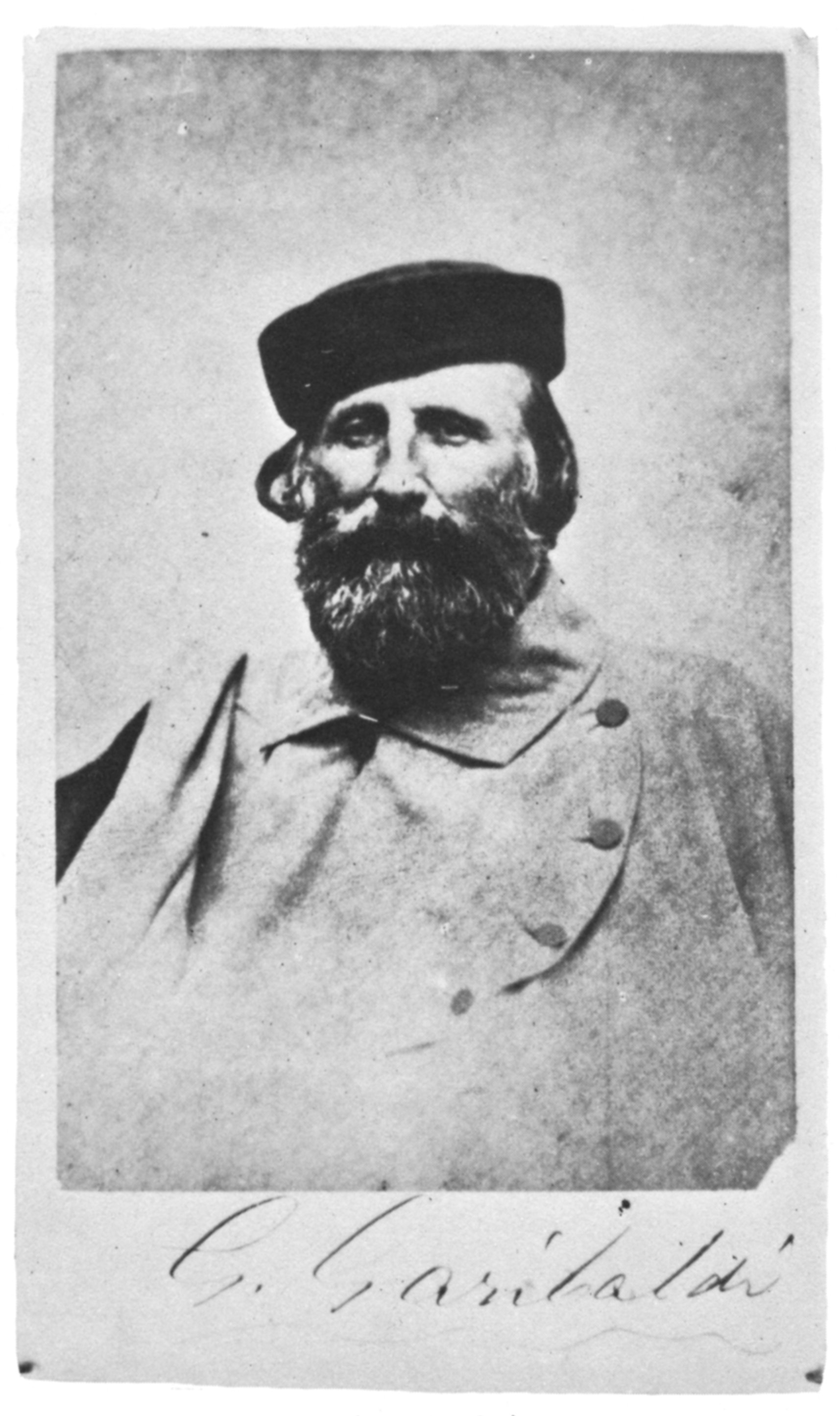
Giuseppe Garibaldi um 1870, Aufnahme Nadar

Während des Deutsch-Französischen Krieges stellte Garibaldi 1870/71, unterstützt von seinen Söhnen und seinem Schwiegersohn, erneut ein italienisches Freiwilligenkorps zusammen. Er griff damit in Burgund (erfolglos) gegen die Deutschen ein, um die neue Französische Republik zu unterstützen. Zum Dank wurde er 1871 von der französischen Nationalversammlung zum Abgeordneten für Côte-d’Or, Paris, Algier und Nizza ernannt. Er setzte sich allerdings für eine Rückkehr Nizzas nach Italien ein (Nizza und Savoyen waren 1861 als Gegenleistung für militärischen Beistand im Krieg gegen Österreich von Sardinien-Piemont an Frankreich abgetreten worden). Daher wurde seine Ernennung rückgängig gemacht. Daraufhin legte Victor Hugo sein Mandat als Abgeordneter aus Protest nieder.
Garibaldi ging ins Exil, weil er die Verbindung zwischen Nizza und der Dritten Französischen Republik ablehnte. Er starb am 2. Juni 1882 auf Caprera (Sardinien). Testamentarisch hatte er seine Verbrennung (ausdrücklich nicht Kremation) gewünscht, aber diese Bestimmung wurde nicht erfüllt.

“Bruciato e non cremato, capite bene. In quei forni che si chiamano crematoi non ci voglio andare.”

„Verbrannt und nicht kremiert, versteht mich wohl. In diese Öfen, die man Krematorien nennt, will ich nicht gehen.“

Sein Grab, das sogenannte „Compendio garibaldino“, befindet sich auf der Insel. Sein letzter Wohnsitz auf Caprera ist heute Gedenkstätte.

## Freimaurerei
Im Jahr 1844 wurde Garibaldi von der Loge Les Amis de la Patrie in Montevideo in den Freimaurerbund aufgenommen und wechselte 1861 in die Loge Sebezia in Neapel, die sich daraufhin in Grande Oriente di Napoli umbenannte. 1864 wurde in Florenz ein Kongress einberufen, der die Vereinigung der Großlogen Italiens zum Ziel hatte. Sie bildeten einen Dachverband von Großlogen, den Vorläufer des Grande Oriente d’Italia, zu dessen Großmeister Garibaldi gewählt wurde. 1877 nahmen die Freimaurer von Italien mit Freimaurerbannern in einer Großveranstaltung an der Enthüllung des Garibaldi-Denkmals auf der Piazza Mentana in Florenz teil.
Innerhalb der Entwicklung der Freimaurerei ist Garibaldi auch bekannt für das Zusammenlegen der Memphis- und Misraïm-Riten, die bis 1881 getrennt waren. Die Bildung des Memphis-Misraïm-Ritus ist auf sein Bestreben zurückzuführen.

## Garibaldi-Lösung
In seiner Arbeit Deutsche Geschichte 1866–1918 erwähnt der Historiker Thomas Nipperdey Garibaldi in Bezug auf die Entstehung eines deutschen Nationalstaats. Nipperdey beschreibt den vor allem in sozialdemokratischen Kreisen ausgeprägten Wunsch nach einer nationalrevolutionären Staatsgründung als „Garibaldi-Gründung“. Heutzutage wird dafür der abgewandelte Terminus „Garibaldi-Lösung“ verwendet. Die Nationalstaatwerdung „von oben“, also durch Reformen, bezeichnet man in Anlehnung an den Gegenspieler Garibaldis Graf Camillo Benso von Cavour als „Cavour-Lösung“.

## Rezeption

Giuseppe Garibaldi auf einer 2-Euro-Gedenkmünze.

### Garibaldi-Museen
Museen zur Person gibt es beispielsweise in der Casa Garibaldi in Montevideo. Sein langjähriger Wohnsitz auf der Insel Caprera ist als Garibaldi-Museum eingerichtet.

### Nachbenennungen
- Nach dem Vorkämpfer für eine italienische Nation sind zahlreiche Plätze, Straßen, Häfen und Bahnhöfe benannt: Via/Corso [Giuseppe] Garibaldi, Piazza Garibaldi, Porto Garibaldi, Bahnhof Porta Garibaldi, Ponte Garibaldi in Rom
- Das ehemalige Flaggschiff der italienischen Seestreitkräfte, der VTOL-Flugzeugträger Giuseppe Garibaldi, wurde nach ihm benannt.
- Der Garibaldifisch (Hypsypops rubicundus) hat seinen Namen in Anspielung auf Garibaldis „Rothemden“ erhalten.
- Garibaldi-Fjord und Garibaldi-Gletscher (Südspitze Südamerika am Beagle-Kanal)
- Mount Garibaldi, Garibaldi Lake und Garibaldi Provincial Park in British Columbia.
- 1993 wurde der Asteroid (4317) Garibaldi nach ihm benannt.
- 2007 erschien in San Marino zum 200. Geburtstag Garibaldis eine 2-Euro-Gedenkmünze mit seinem Porträt als Motiv. Die Münze wurde in einer Miniauflage von 130.000 Stück ausgegeben. Aufgrund der großen Bekanntheit Garibaldis in Italien wurde auf einen Namenszug auf der Münze verzichtet.
- Die Osttribüne des Stade de Nice, der Spielstätte des französischen Fußballclubs OGC Nizza, heißt „Tribune Garibaldi“, in Gedenken an den Sohn der Stadt.
- In der Antarktis trägt die Bucht Caleta Garibaldi seinen Namen, die international besser bekannt ist als Spiller Cove.

In der Kunst:
- In dem sozialkritischen Film Bronte. Cronaca di un massacro, che i libri di storia non hanno mai raccontato (1972) von Florestano Vancini wird Garibaldis Wirken auf Sizilien kritisch dargestellt.
- In der Oper The CIVIL warS (1983) von Philip Glass ist Garibaldi eine der Hauptfiguren.
- Kasperl als Garibaldi Drama von Franz v. Pocci

## Filmproduktionen
- Viva l’Italia, 1961, 129 Minuten, Regie: Roberto Rossellini
- Garibaldi – Held zweier Welten (Originaltitel: Anita e Garibaldi), 2013, 98 Minuten, Regie: Alberto Rondalli

Dokumentarfilme
- Giuseppe Garibaldi – Frauenheld und Freiheitskämpfer, Arte, 2018